# Alviri-Vidari jezik
Alviri-Vidari jezik (ISO 639-3: avd), jedan od šesnaest taliških jezika šire zapadnoiranske skupine, kojim govori nepoznat broj ljudi u iranskoj provinciji Markazi blizu Sāveha.
Postoje dva dijalekta, alvir (alviri) i vidar (vidari). Srodan je s jezicima gozarkhâni [goz] i vafsi [vaf].

## Vanjske poveznice
- Ethnologue (14th)
- Ethnologue (15th)